# Faronta obscura
Faronta obscura är en fjärilsart som beskrevs av William Schaus. Faronta obscura ingår i släktet Faronta och familjen nattflyn. Inga underarter finns listade i Catalogue of Life.